# Geodena cinerea
Geodena cinerea là một loài bướm đêm trong họ Geometridae.